# 5-etil-2-metilheptano
El 5-etil-2-metilheptano es un alcano de cadena ramificada con fórmula molecular C10H22.